# 5月21日
5月21日（ごがつにじゅういちにち）は、グレゴリオ暦で年始から141日目（閏年では142日目）にあたり、年末まではあと224日ある。

## できごと

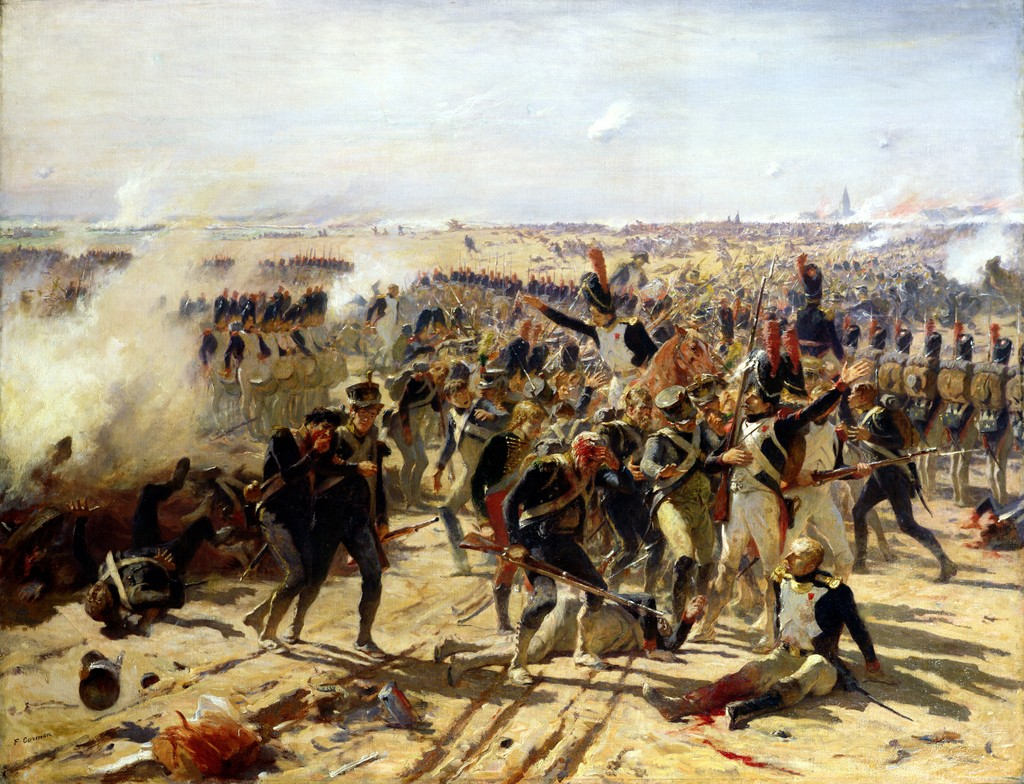
アスペルン・エスリンクの戦い(1809)。ナポレオンが敗北。

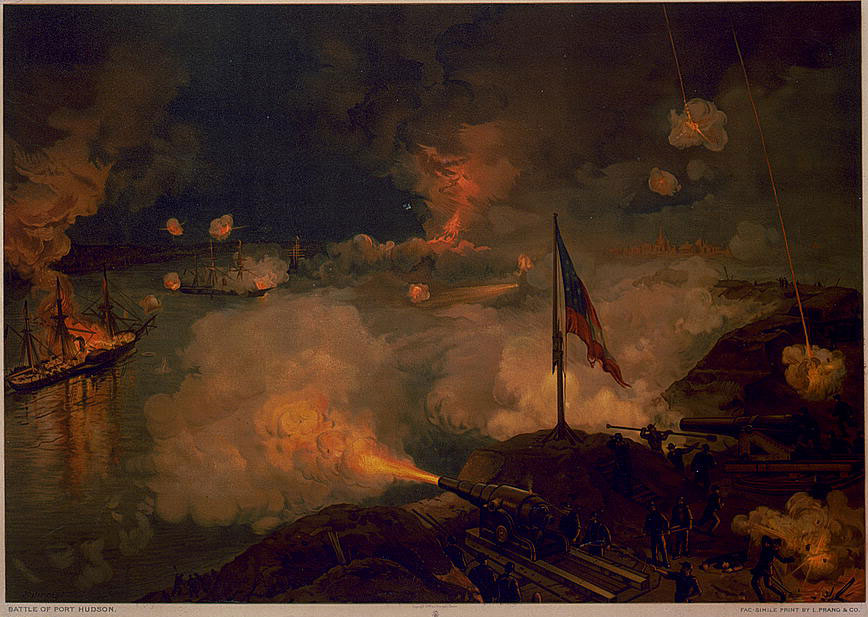
南北戦争ポートハドソンの包囲戦はじまる。 (1864)

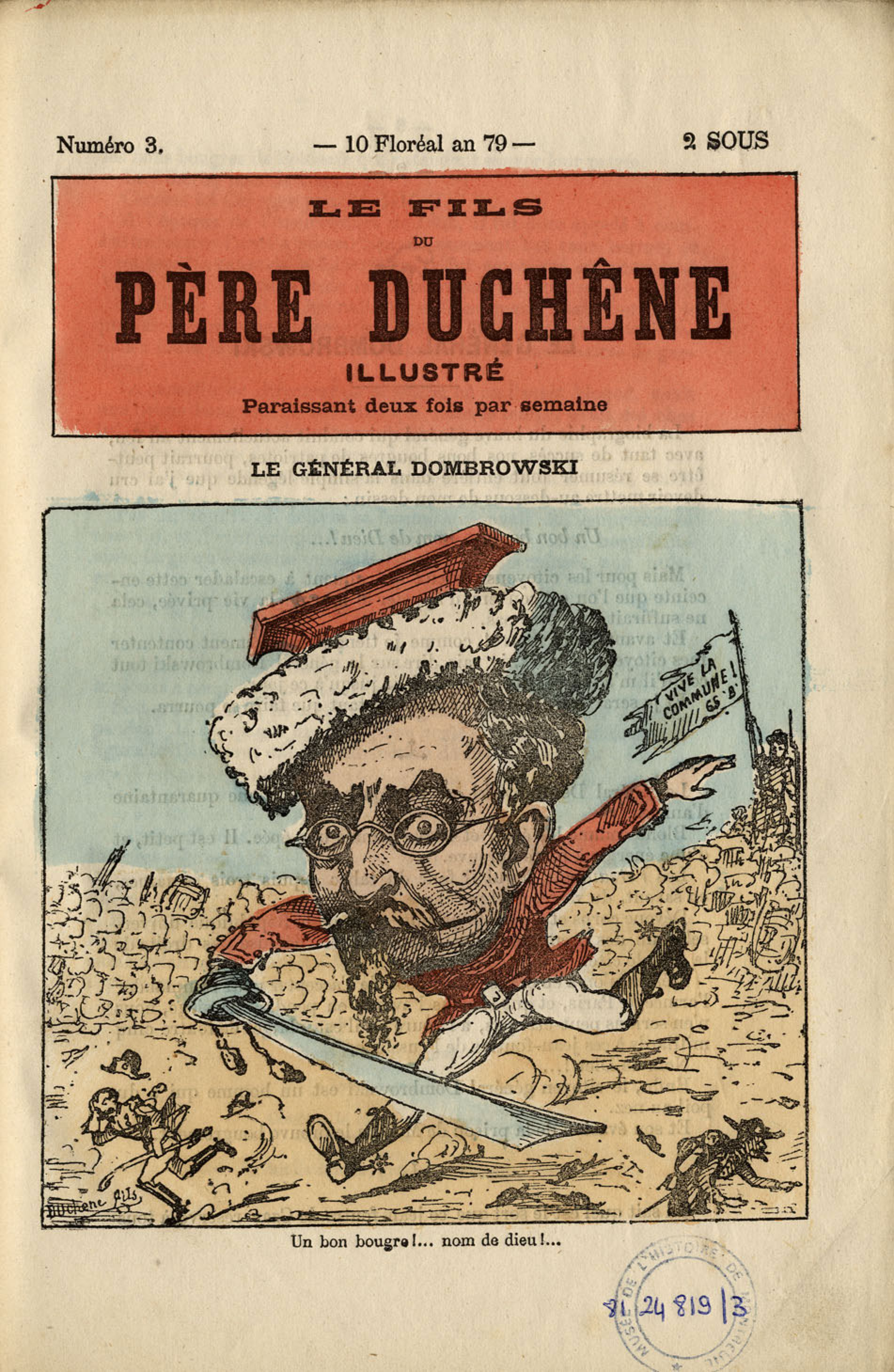
共和国軍がパリに侵入しパリ・コミューン瓦解 (1871)

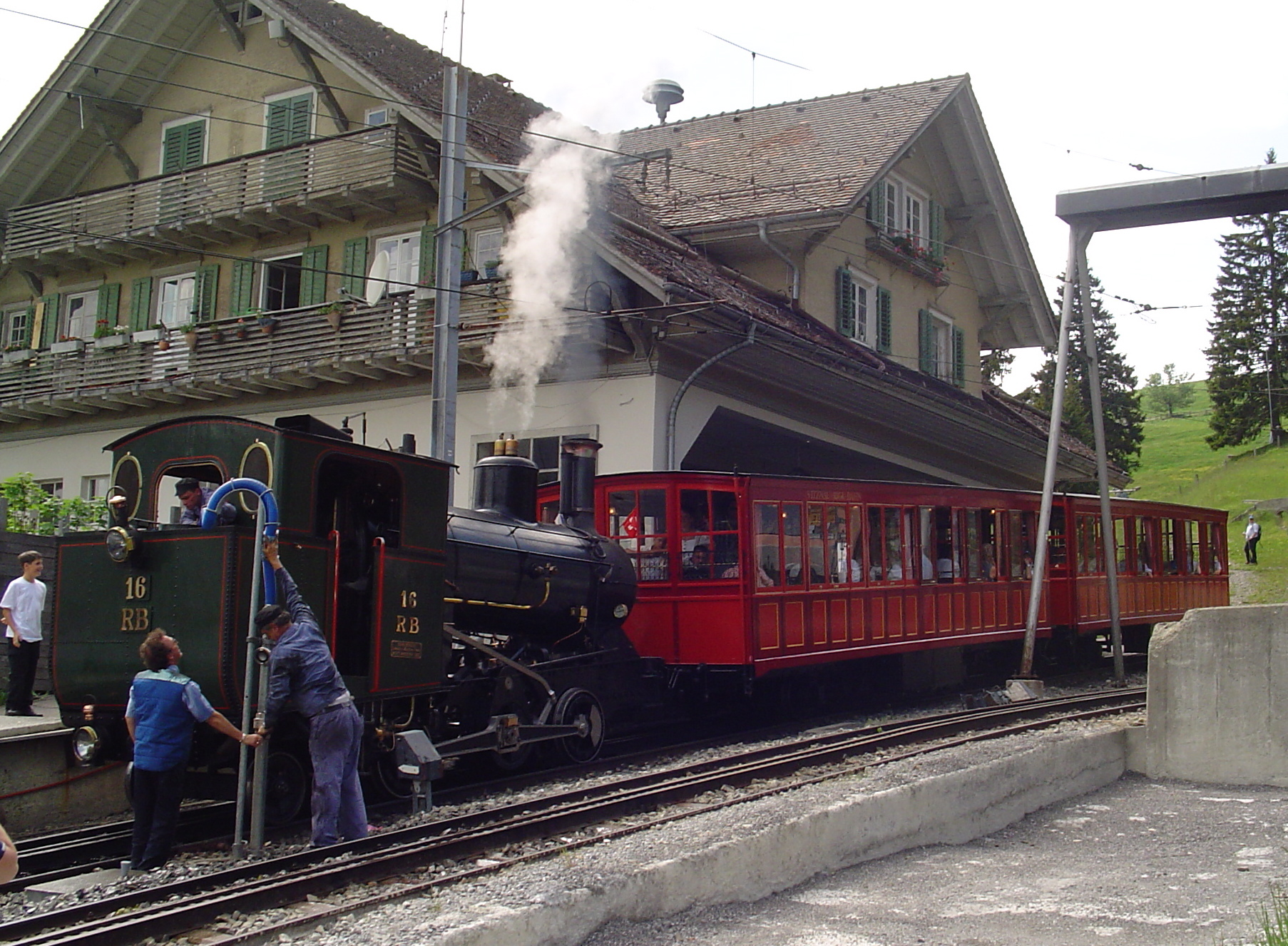
欧州初の登山鉄道、フィッツナウ・リギ鉄道開通 (1871)

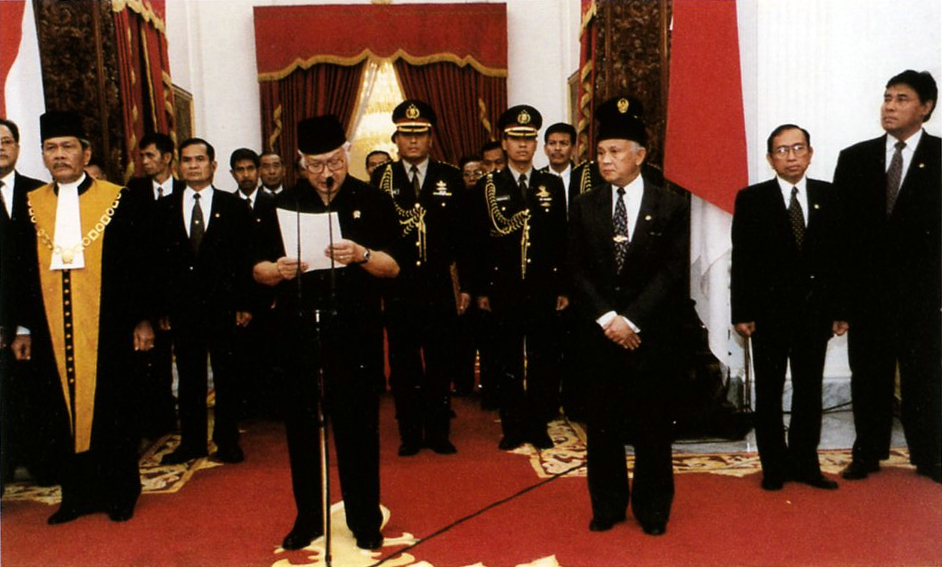
インドネシアの大統領を32年務めたスハルト辞任 (1998)

- 643年（皇極天皇2年4月28日） - 皇極天皇が、大和国飛鳥板蓋宮に都を遷される[1]。
- 905年（延喜5年4月15日） - 紀貫之らが『古今和歌集』を撰進[2]。
- 1449年（宝徳元年4月29日） - 足利義政が室町幕府第8代将軍に就任。
- 1502年 - ポルトガルの航海士ジョアン・ダ・ノーヴァがセントヘレナ島を発見。
- 1674年 - ポーランド国王・リトアニア大公に選出されたヤン・ソビェスキ（ヤン3世）が即位。
- 1792年（寛政4年4月1日） - 噴火が続いていた雲仙岳で、山体の一部が崩落。土砂が島原海に入って津波が発生し、対岸の肥後にも被害。（島原大変肥後迷惑）
- 1809年 - ナポレオン戦争: アスペルン・エスリンクの戦い。
- 1851年 - コロンビアで奴隷制が廃止。
- 1862年（文久2年4月23日） - 寺田屋事件。
- 1863年 - 南北戦争：ポートハドソンの包囲戦が始まる。
- 1863年 - セブンスデー・アドベンチスト教会設立。
- 1864年 - ロシア帝国がカフカーズ全土を占領しカフカーズ戦争の終結を宣言。
- 1871年 - プランスで、労働者階級を中心に樹立された革命政府パリ・コミューンに対し、フランス軍が進撃を開始。「血の週間」はじまる。パリコミューンは同年5月28日に瓦解[3]。
- 1871年 - ヨーロッパ初の登山鉄道・フィッツナウ・リギ鉄道が開業。
- 1877年 - 第一号球が初飛行。初の日本製航空機の有人飛行となる。
- 1879年 - 太平洋戦争 (1879年-1884年) ：イキケの海戦が行われる。
- 1881年 - アメリカ赤十字社設立。
- 1892年 - レオンカヴァッロのオペラ『道化師』が初演される。
- 1904年 - 国際サッカー連盟（FIFA）創立。
- 1916年 - イギリスで、世界で2番目の夏時間である英国夏時間を実施。
- 1924年 - シカゴ大学の学生レオポルドとローブがユダヤ人実業家の息子を誘拐・殺害。
- 1927年 - チャールズ・リンドバーグがスピリット・オブ・セントルイス号で大西洋単独無着陸飛行に成功。
- 1938年 - 津山三十人殺し: 岡山県苫田郡西加茂村で夜半、男が祖母を殺害後、集落内で30人を次々と惨殺し自殺。
- 1940年 - 第二次世界大戦: アラスの戦いが行われる。
- 1953年 - 第5次吉田内閣が発足。
- 1953年 - 千葉県君津郡富津町で地元民が引き上げた爆雷が解体中に爆発。死者2人、重傷2人、家屋全半壊10戸[4]。
- 1961年 - 国際オリエンテーリング連盟が設立。
- 1978年 - 新東京国際空港（現 成田国際空港）開港後の第1便が着陸。ホテル日航成田と京成本線京成成田駅 - 成田空港駅（現東成田駅）、新空港自動車道が開業。
- 1981年 - フランソワ・ミッテランがフランス第五共和政の第4代大統領に就任。
- 1988年 - 京王帝都電鉄相模原線延伸。京王堀之内駅 - 南大沢駅が開業。
- 1991年 - インドのラジーヴ・ガンディー元首相がタミル過激派の爆弾テロにより暗殺（英語版）される。
- 1998年 - インドネシアのスハルト大統領が辞任。独裁政権が32年で終了。
- 1999年 - 佐渡トキ保護センターで、中国産トキのつがいによる日本初の人工繁殖で牡のトキが誕生し、「優優」と名附けられる。
- 2005年 - 日本政府が、中国団体観光客のビザ発給を中国全土に拡大する方針を固める。
- 2005年 - KC-767が初飛行する。
- 2006年 - モンテネグロでセルビア・モンテネグロからの分離独立についての国民投票（英語版）が行われ、独立が決定する[5]。
- 2007年 - 19世紀に建造されたイギリスの帆船カティーサークが炎上する。
- 2008年 - ルジニキ・スタジアムでUEFAチャンピオンズリーグ 2007-08 決勝が行われ、マンチェスター・ユナイテッドFCがチェルシーFCを1-1（p.6-5）で下し、9年ぶり3回目でビッグイヤーを掲げた。
- 2009年 - 日本で裁判員制度開始[6]。この日以降に起きた事件が対象となり、8月3日に初の裁判員裁判を実施。
- 2010年 - 宇宙航空研究開発機構が金星探査機「あかつき」・小型ソーラー電力セイル実証機「IKAROS」を打上げ[7]。
- 2012年 - 2012年5月21日の日食 ：日本で金環日食が東京で173年ぶりに観測される[8]。
- 2014年 - 台北地下鉄通り魔事件: 台湾新北市の台北捷運板南線で男子大学生が乗客らを無差別に切りつけ、4人が死亡、20人以上が負傷した[9]。
- 2016年 - 小金井ストーカー殺人未遂事件。
- 2018年 - 中央情報局（CIA）初の女性長官としてジーナ・ハスペルが就任[10]。
- 2022年 - オーストラリア総選挙が行われ、労働党が勝利し9年ぶりの政権交代となる[11]。5月23日にはアンソニー・アルバニージーが第31代首相に就任。
- 2023年 - 広島県で開かれていたG7が閉幕。前日20日に緊急来日したウクライナのゼレンスキー大統領が演説し、人類の歴史に戦争はあってはならないと訴えた[12]。

## 誕生日

### 人物

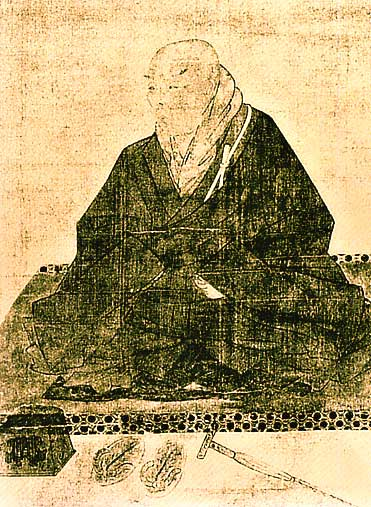
浄土真宗の宗祖親鸞 (1173-1263) 誕生。

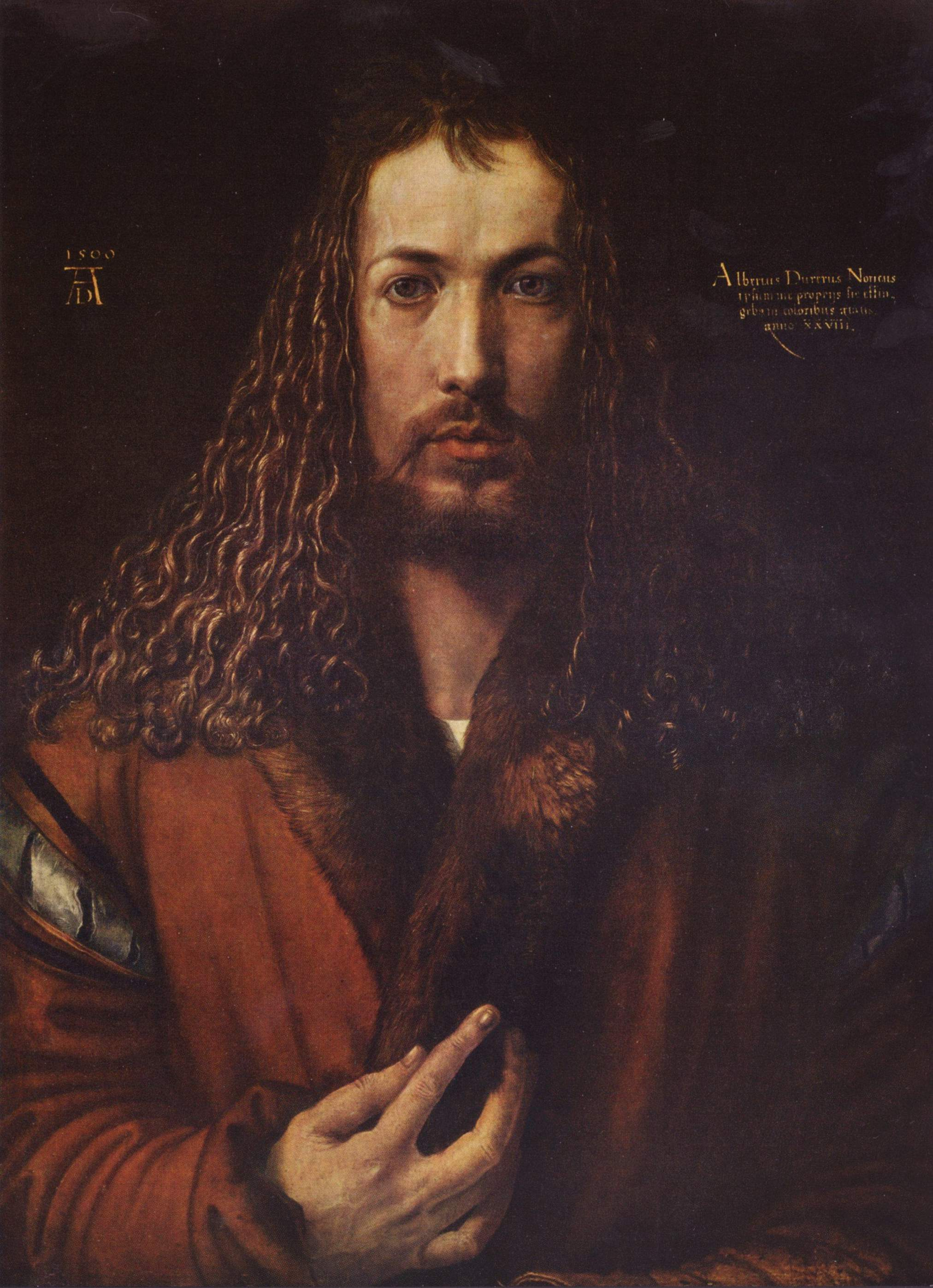
画家アルブレヒト・デューラー (1471-1528) 誕生。画像は自画像 (1500)

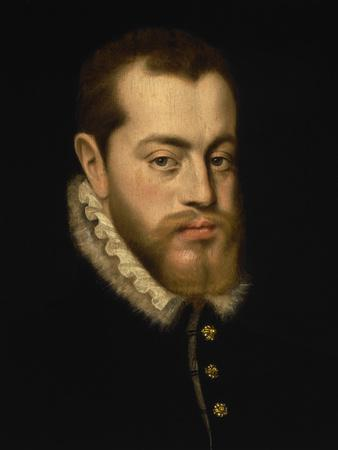
絶対主義の代表的君主の一人、スペイン王フェリペ2世 (1527-1598)誕生。

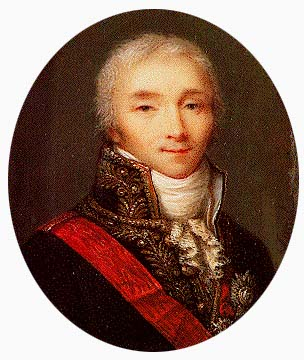
フランスの政治家ジョゼフ・フーシェ (1759-1820)誕生。

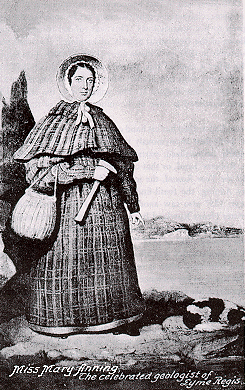
古生物学者メアリー・アニング (1799-1847)誕生。生後15ヶ月で雷の直撃を受けるも生き延びた。

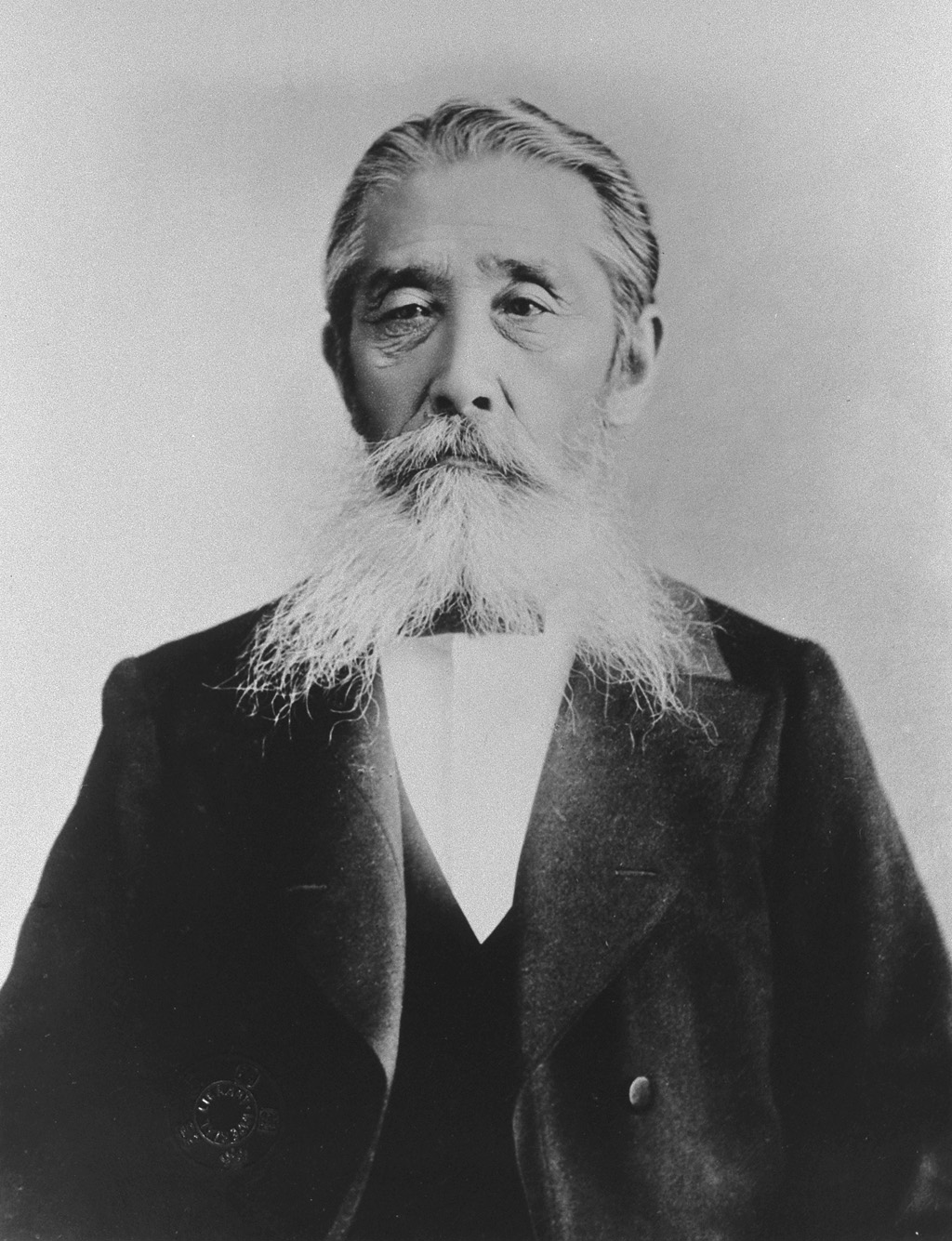
自由民権運動の主導者、政治家板垣退助 (1837-1919)誕生。

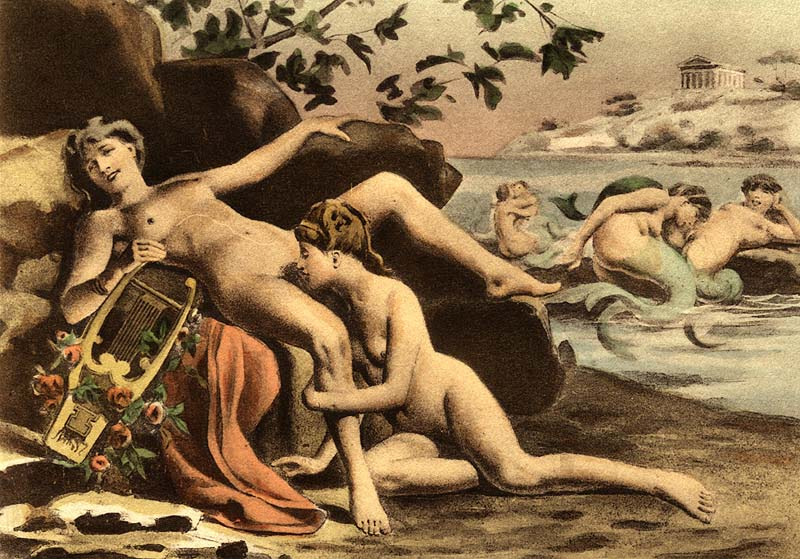
画家エドゥアール＝アンリ・アヴリル (1843-1928)誕生。画像は『サッフォーと女友達』(1892)

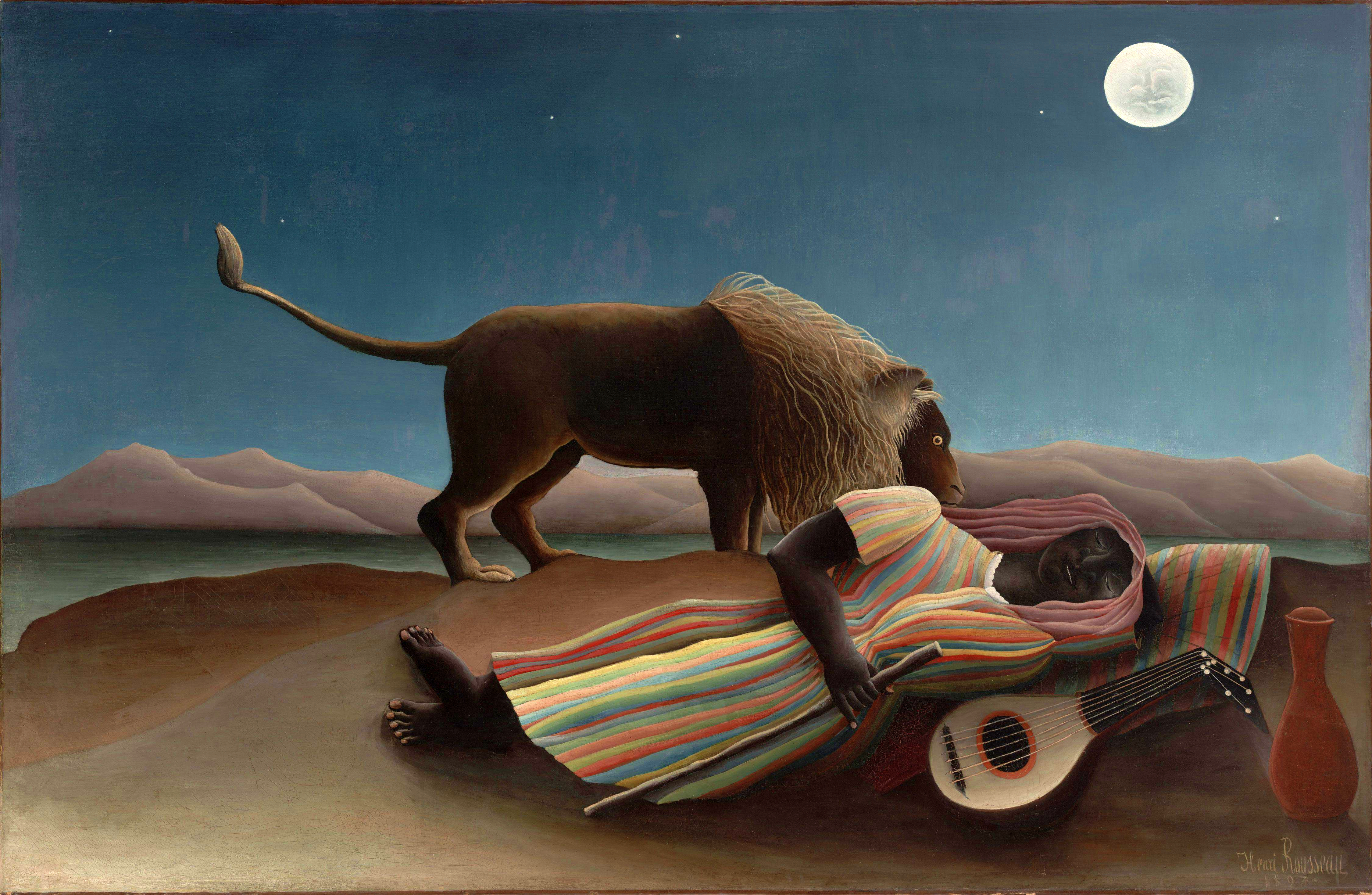
素朴派の画家アンリ・ルソー (1844-1910)誕生。画像は『眠るジプシー女』(1897)

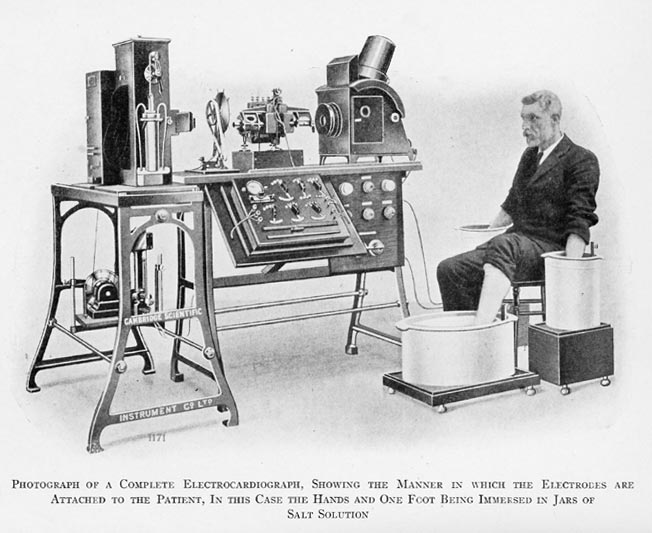
心電図を発明した医学者ウィレム・アイントホーフェン (1860-1927)誕生。

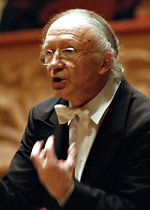
オーボエ奏者・作曲家、ハインツ・ホリガー (1939 -)誕生。

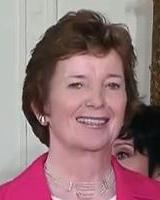
アイルランド第7代大統領、メアリー・ロビンソン(1944-)誕生。

- 1173年（承安3年4月1日） - 親鸞、浄土真宗の宗祖（+ 1263年）
- 1471年 - アルブレヒト・デューラー、画家（+ 1528年）
- 1527年 - フェリペ2世、カスティーリャ王国・アラゴン王国の国王（+ 1598年）
- 1658年（万治元年4月19日） - 阿部正邦、初代備後国福山藩主（+ 1715年）
- 1688年 - アレキサンダー・ポープ、詩人（+ 1744年）
- 1729年（享保14年4月24日） - 京極高久、第6代丹後国峰山藩主（+ 1808年）
- 1746年（延享3年4月2日） - 有馬頼貴、第8代筑前国久留米藩主（+ 1812年）
- 1759年 - ジョゼフ・フーシェ、政治家（+ 1820年）
- 1792年 - ガスパール＝ギュスターヴ・コリオリ、物理学者（+ 1843年）
- 1799年 - メアリー・アニング、古生物学者（+ 1847年）
- 1837年（天保8年4月17日） - 板垣退助、政治家、自由民権運動指導者（+ 1919年）
- 1843年 - エドゥアール＝アンリ・アヴリル、画家（+ 1928年）
- 1843年 - シャルル・ゴバ、法律家、政治家（+ 1914年）
- 1843年 - ルイ・ルノー、法学者（+ 1918年）
- 1844年 - アンリ・ルソー、画家（+ 1910年）
- 1850年 - ジュゼッペ・メルカリ、地震学者、火山学者（+ 1914年）
- 1851年 - レオン・ブルジョワ、政治家（+ 1925年）
- 1859年 - フレッド・ダンラップ、元プロ野球選手（+ 1902年）
- 1860年 - ウィレム・アイントホーフェン、医学者（+ 1927年）
- 1864年 - ステファニー、オーストリア皇太子妃（+ 1945年）
- 1873年 - 藍川清成、実業家（+ 1948年）
- 1873年 - ハンス・ベルガー、神経科学者（+ 1941年）
- 1877年 - 畑中蓼坡、演出家、俳優、映画監督（+ 1959年）
- 1878年 - グレン・カーチス、航空技術者、実業家（+ 1930年）
- 1880年 - 三宅恒方、昆虫学者、理学博士（+ 1921年）
- 1886年 - 松旭斎天勝、奇術師（+ 1944年）
- 1899年 - 上原専禄、歴史学者（+ 1975年）
- 1899年 - 赤間文三、政治家（+ 1973年）
- 1901年 - セルゲイ・トゥマーンスキー、航空エンジニア（+ 1973年）
- 1902年 - マルセル・ブロイヤー、建築家、家具デザイナー（+ 1981年）
- 1904年 - ファッツ・ウォーラー、歌手、ピアニスト（+ 1943年）
- 1911年 - 北林谷栄、女優、声優（+ 2010年）
- 1912年 - モンティ・ストラットン、元プロ野球選手（+ 1982年）
- 1913年 - ジーナ・バッカウアー、ピアニスト（+ 1976年）
- 1916年 - ヴィルヘルム・バッツ、ドイツ空軍のエース・パイロット（+ 1988年）
- 1916年 - リディア・メンドーサ、テハノ・ミュージックの歌手（+ 2007年）
- 1917年 - レイモンド・バー、俳優（+ 1993年）
- 1921年 - アンドレイ・サハロフ、物理学者（+ 1989年）
- 1923年 - 初代藤本琇丈、三味線奏者、作曲家（+ 2006年）
- 1926年 - 中北千枝子、女優（+ 2005年）
- 1926年 - アルバート・グロスマン、起業家、マネージャー（+ 1986年）
- 1928年 - 大滝愛子、バレエダンサー（+ 2007年）
- 1929年 - 杵屋佐之忠、三味線奏者、作曲家（+ 2017年）
- 1929年 - 山際素男、ノンフィクション作家、インド文化研究家、翻訳家（+ 2009年）
- 1930年 - 半藤一利、作家（+ 2021年）
- 1933年 - モーリス・アンドレ、トランペット奏者（+ 2012年）
- 1934年 - ベンクト・サミュエルソン、生化学者（+ 2024年）
- 1936年 - ギュンター・ブローベル、分子生物学者（+ 2018年）
- 1936年 - 秋光新二、元プロ野球選手
- 1936年 - 諸口あきら、歌手、ラジオ・パーソナリティー（+ 2017年）
- 1938年 - 荒井穣吉、元プロ野球選手
- 1939年 - 中村泰士、作詞家、作曲家（+ 2020年）
- 1939年 - ハインツ・ホリガー、指揮者、オーボエ奏者、作曲家
- 1941年 - ボビー・コックス、元プロ野球選手
- 1943年 - 久野剛司、元プロ野球選手
- 1943年 - 林健造、元プロ野球選手
- 1944年 - 井上弘昭、元プロ野球選手
- 1944年 - 加藤斌、元プロ野球選手（+ 1965年）
- 1944年 - メアリー・ロビンソン、政治家、第7代アイルランド大統領
- 1945年 - 松下芳夫、元プロ野球選手（+ 2020年）
- 1946年 - 深町純、ミュージシャン（+ 2010年）
- 1946年 - 武原英子、女優（+ 1996年）
- 1947年 - 松山政路、俳優
- 1947年 - ペッカ・サンマッラハティ、言語学者
- 1947年 - 西村俊二、元プロ野球選手（+ 2015年）
- 1947年 - 加藤進、実業家、元住友商事代表取締役社長（+ 2012年）
- 1948年 - 柳田真宏、元プロ野球選手、歌手
- 1948年 - 三井マリ子、評論家
- 1950年 - 三上たつ次、元アナウンサー
- 1951年 - 林立夫、ドラマー
- 1953年 - 福田富一、政治家、栃木県知事
- 1955年 - 高木早苗、声優
- 1956年 - アグネス・ラム、アイドル
- 1956年 - 松井満、元プロ野球選手
- 1957年 - 白井晃、俳優、演出家
- 1958年 - 芦辺拓、推理作家
- 1958年 - 里見和香、実業家、元女優
- 1958年 - カーティス・マクマレン、数学者
- 1959年 - 玖保キリコ、漫画家
- 1959年 - ニック・カサヴェテス、映画監督、俳優
- 1959年 - 湧川勉、元プロ野球選手
- 1960年 - 石川賢、元プロ野球選手
- 1960年 - ウラジミール・サルニコフ、水泳選手
- 1960年 - ケント・ハーベック、元プロ野球選手
- 1961年 - 斉藤富士夫、漫画家
- 1961年 - 赤田昌人、俳優、スーツアクター
- 1961年 - 高野進、陸上競技選手、指導者
- 1961年 - 野崎透、アニメのスペシャルコンセプター
- 1962年 - 穂村弘、歌人
- 1962年 - 瀬戸健一郎、政治家
- 1963年 - 三遊亭白鳥、落語家
- 1963年 - 飯塚徳男、医学者
- 1963年 - 鈴木慶裕、元プロ野球選手
- 1963年 - エレーナ・ボドレゾワ、フィギュアスケート選手
- 1963年 - ジル・アパップ、ミュージシャン
- 1963年 - ピート・サンドヴァル、ミュージシャン
- 1964年 - 鈴木竜弘、アナウンサー
- 1965年 - 原田貴和子、女優
- 1966年 - リサ・エデルシュタイン、女優
- 1966年 - ズデンコ・コジュル、チェス選手
- 1967年 - クリス・ベノワ、プロレスラー（+ 2007年）
- 1968年 - 荒川義之、調教師
- 1968年 - 大松彰、フリーアナウンサー
- 1969年 - 岡本健一、俳優
- 1969年 - 倉田雅世、声優、紙芝居師
- 1971年 - 大里希世、タレント
- 1971年 - 米良美一、カウンターテナー歌手
- 1971年 - 加藤ジャンプ、文筆家、イラストレーター
- 1971年 - 浦川泰幸、アナウンサー
- 1972年 - 田中フミヤ、テクノミュージシャン、DJ
- 1972年 - 飯塚敏文、信越放送アナウンサー
- 1972年 - ノトーリアス・B.I.G.、MC（+ 1997年）
- 1973年 - 梨花、モデル、タレント
- 1973年 - 浦口雅広、元野球選手
- 1974年 - 橋口勝、元サッカー選手
- 1975年 - 沢口千恵、声優
- 1975年 - 大輪教授、構成作家、元お笑いタレント
- 1975年 - 福留宏紀、元プロ野球選手
- 1975年 - 安藤正則、元プロ野球選手
- 1976年 - 武州山隆士、元大相撲力士、年寄13代待乳山
- 1978年 - 春馬ゆかり、女優、タレント
- 1978年 - 吉見祐治、元プロ野球選手
- 1978年 - 三浦貴、元プロ野球選手（+ 2023年）
- 1979年 - 白川みなみ、女優
- 1979年 - 八島広樹、お笑い芸人（EE男）
- 1979年 - 橋本英郎、サッカー選手
- 1980年 - 小原裕貴、元俳優、元タレント（元ジャニーズJr）
- 1980年 - 藤崎紘範、元プロ野球選手
- 1980年 - 藤沢大悟、俳優
- 1980年 - ゴティエ、シンガーソングライター
- 1981年 - 倉橋岳、料理研究者、タレント、司会者
- 1981年 - 伊藤サチコ、シンガーソングライター
- 1981年 - ジョシュ・ハミルトン、元プロ野球選手
- 1982年 - 奥村奈津美、アナウンサー
- 1982年 - 飯伏幸太、プロレスラー
- 1982年 - 沖本摩幸、プロレスラー
- 1982年 - エド・ルーカス、元プロ野球選手
- 1983年 - 大竹寛、元プロ野球選手
- 1983年 - 清水香里、女優、声優
- 1984年 - 石田淳也、元プロ野球選手
- 1985年 - 真鍋摩緒、タレント
- 1985年 - 葵ゆりか、タレント、元レースクイーン
- 1985年 - 川崎真実、タレント
- 1985年 - 桂三語、落語家
- 1985年 - 長谷部康平、元プロ野球選手
- 1985年 - 木村雄太、元プロ野球選手
- 1985年 - 三澤純一、元サッカー選手
- 1985年 - マーク・カヴェンディッシュ、自転車競技選手
- 1985年 - アンドリュー・ミラー、プロ野球選手
- 1986年 - 立川がじら、落語家
- 1986年 - マリオ・マンジュキッチ、サッカー選手
- 1987年 - 大竹佑季、歌手
- 1987年 - 岸川聖也、卓球選手
- 1987年 - アラン・ダイクストラ、プロ野球選手
- 1987年 - 森重真人、サッカー選手
- 1987年 - モーガン・マシューズ、フィギュアスケート選手
- 1988年 - 鈴木優梨、女優、タレント
- 1988年 - パク・ギュリ、アイドル （KARA）
- 1988年 - 井道千尋、女流棋士
- 1989年 - 高橋加奈、ファッションモデル
- 1990年 - MAMI、ミュージシャン（SCANDAL）
- 1990年 - 河野万里奈、歌手
- 1990年 - レネ・クルヒン、サッカー選手
- 1990年 - ジョアン・シルヴァ、サッカー選手
- 1991年 - 佐藤琴菜、フリーアナウンサー、元アイドル（元THE HOOPERS・麻琴）
- 1991年 - 土井幸恵、バスケットボール選手
- 1991年 - ガンドゥ・ベンジャミン、元陸上選手
- 1992年 - 山下誠一郎、声優
- 1992年 - 土居聖真、サッカー選手
- 1992年 - 柴山裕貴博、ハンドボール選手
- 1992年 - 佐々木祐希、プロアイスホッケー選手
- 1993年 - 安藤美雲、元アイドル（元乃木坂46）
- 1993年 - 高木ひかり、サッカー選手
- 1994年 - トーマス・デーリー、飛込み選手
- 1995年 - 渥美友里恵、モデル、女優
- 1995年 - 鈴木達也、俳優
- 1996年 - 古賀紗理那、バレーボール選手
- 1996年 - ジョシュ・アレン、アメリカンフットボール選手
- 1996年 - 木下ひまり、AV女優
- 1997年 - 野中生萌、スポーツクライマー
- 1997年 - 山崎怜奈、タレント、元アイドル（元乃木坂46）
- 1997年 - 中村健人、プロ野球選手
- 1999年 - 増田珠、プロ野球選手
- 1999年 - 西浦颯大、元プロ野球選手、YouTuber
- 2001年 - 蔵本美結、アイドル（元AKB48）
- 2001年 - 楡井希実、声優（蓮ノ空女学院スクールアイドルクラブ）
- 2001年 - 堀田賢慎、プロ野球選手
- 2001年 - 橋井モリソン、サッカー選手
- 2003年 - 有薗直輝、プロ野球選手
- 2003年 - 原口沙輔、音楽プロデューサー、ボカロP
- 生年不詳 - 伊藤真澄、作曲家
- 生年不詳 - 金子志津枝、アニメーター
- 生年不詳 - 岩崎可苗、声優
- 生年不詳 - 幸野善之、声優
- 生年不詳 - 柴山平和、声優
- 生年不詳 - 夏目あり沙、声優
- 生年不詳 - のざききいこ、声優
- 生年不詳 - 末永裕樹、漫画原作者

### 人物以外（動物など）
- 1999年 - イングランディーレ、競走馬、種牡馬（+ 2020年）
- 2000年 - ネオユニヴァース、競走馬、種牡馬（+ 2021年）
- 2011年 - イスラボニータ、競走馬

## 忌日

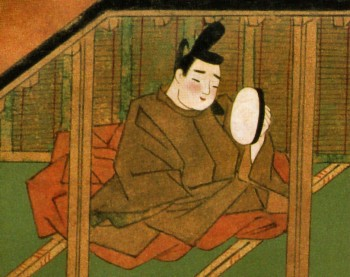
用明天皇(?-587)没

上野英三郎(1872-1925)没。画像は三重県津市・久居駅前の上野博士と忠犬ハチ公像。

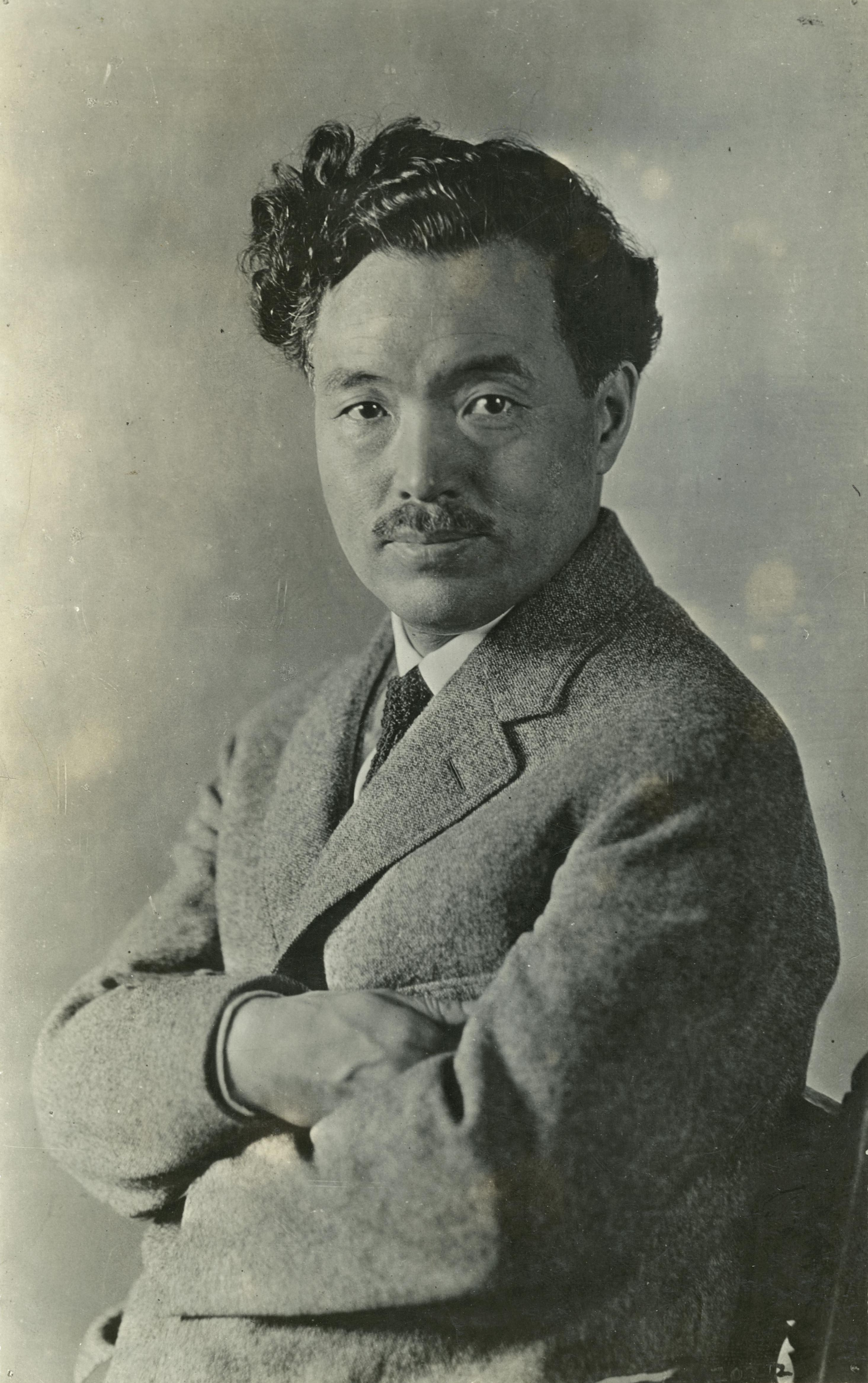
細菌学者、野口英世(1876-1928)没。

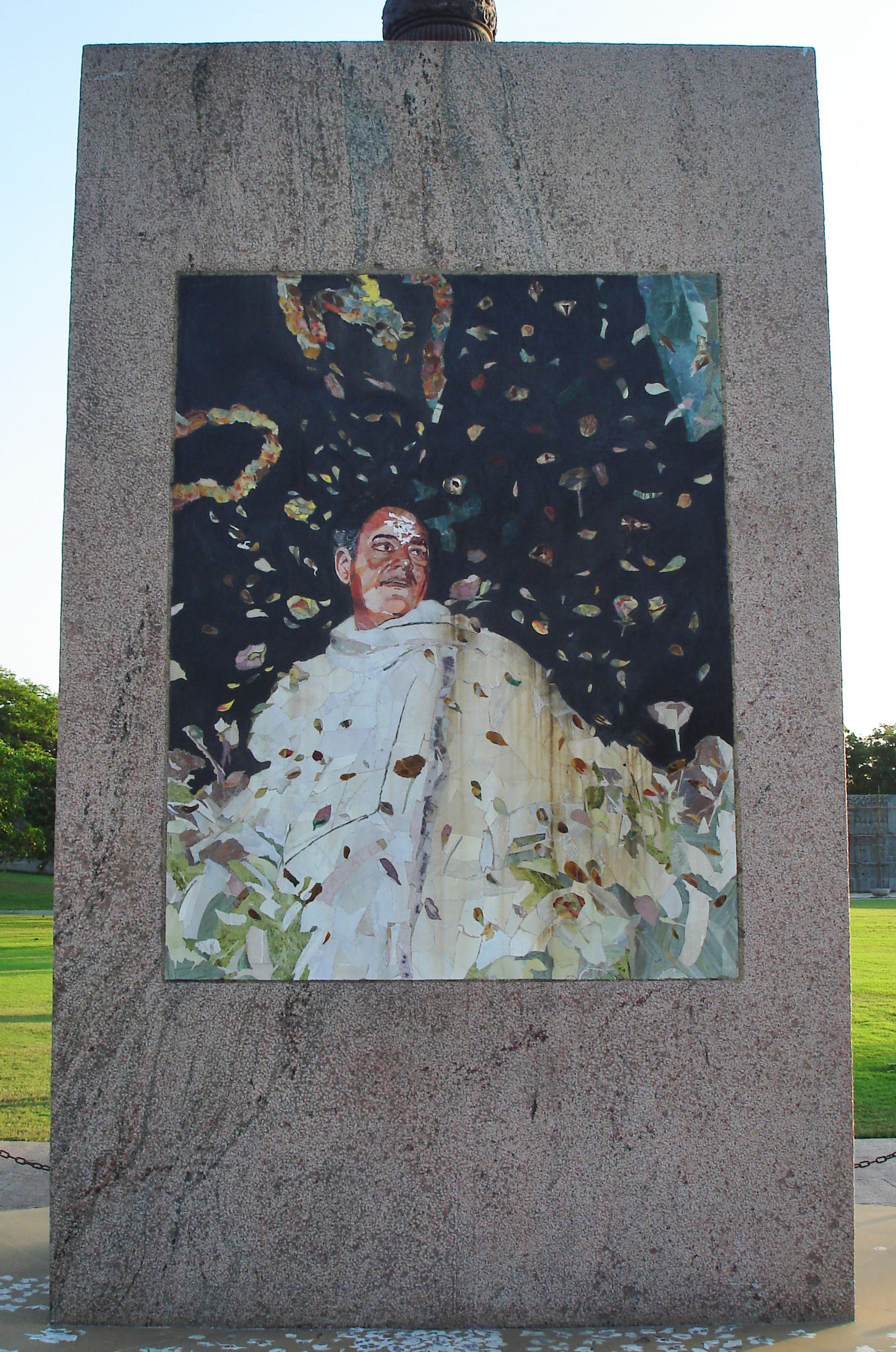
インドの政治家ラジーヴ・ガンディー(1944-1991)爆殺。画像は現場のモザイク

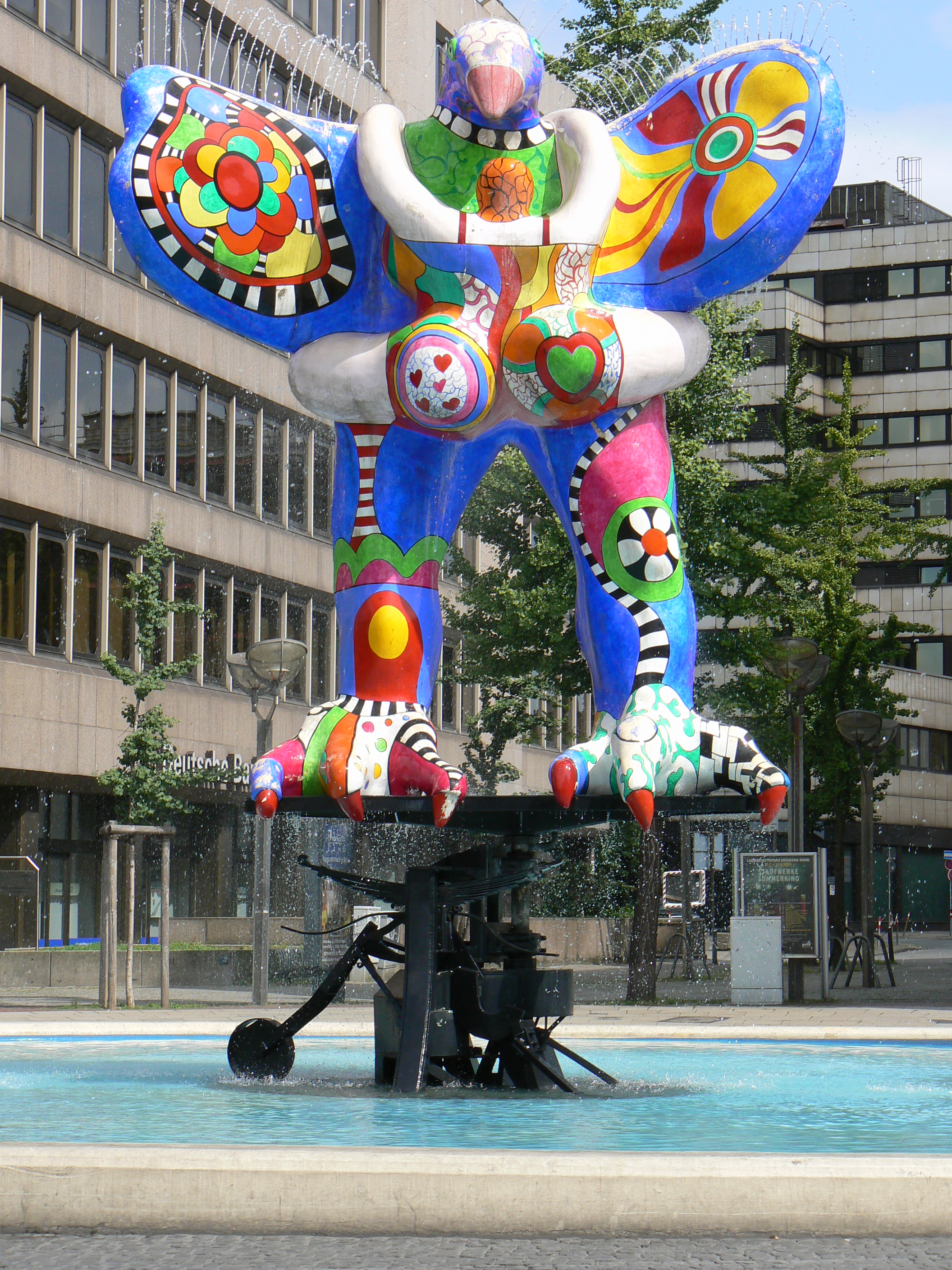
芸術家ニキ・ド・サンファル(1930-2002)没。画像は『ファウンテン・ライフセイバー』

- 587年（用明天皇2年4月9日） - 用明天皇、第31代天皇（* 540年）
- 737年（天平9年4月17日） - 藤原房前、貴族、太政大臣（* 681年）
- 1471年 - ヘンリー6世、イングランド王（* 1421年）
- 1632年（寛永9年4月2日） - 池田忠雄、岡山藩主（* 1602年）
- 1639年 - トマソ・カンパネッラ、聖職者、哲学者（* 1568年）
- 1647年 - ピーテル・コルネリスゾーン・ホーフト（オランダ語版）、詩人、劇作家、歴史家（* 1581年）
- 1650年 - モントローズ侯爵ジェイムズ・グラハム、スコットランド貴族（* 1612年）
- 1670年 - ニッコロ・ズッキ、天文学者（* 1586年）
- 1670年 - ジョヴァンニ・アンドレア・シラーニ（英語版）、画家（* 1610年）
- 1686年 - オットー・フォン・ゲーリケ、科学者（* 1602年）
- 1715年 - ピエール・マニョール（フランス語版）、植物学者（* 1638年）
- 1729年 - ジョン・ロー、経済思想家、実業家、財政家（* 1671年）
- 1747年 - ジョヴァンニ・バラッタ（イタリア語版）、彫刻家、建築家（* 1670年）
- 1771年 - クリストファー・スマート（スペイン語版）、詩人（* 1722年）
- 1786年 - カール・ヴィルヘルム・シェーレ、化学者、薬学者（* 1742年）
- 1790年 - トーマス・ウォートン（英語版）、文学史家、評論家、詩人（* 1728年）
- 1809年 - ロバート・ミリガン、実業家、奴隷仲買人（* 1746年）
- 1812年 - ヨーゼフ・ヴェルフル、ピアニスト、作曲家（* 1773年）
- 1815年 - ウィリアム・ニコルソン、化学者（* 1753年）
- 1839年 - ヨハン・クリストフ・グーツ・ムーツ、教育学者（* 1759年）
- 1841年 - ユリアン・ウルスィン・ニェムツェヴィチ、詩人、劇作家、政治家（* 1758年）
- 1848年 - ピエール・ヴァンツェル、数学者（* 1814年）
- 1865年 - クリスチャン・トムセン、考古学者（* 1788年）
- 1887年 - ホーレス・ジョーンズ（英語版）、建築家、測量士（* 1819年）
- 1889年 - ルイージ・チオッツァ（イタリア語版）、化学者、起業家（* 1828年）
- 1889年 - ガストン・プランテ、科学者、鉛蓄電池を発明（* 1834年）
- 1891年 - アルフォンソ・タフト、第31代アメリカ合衆国陸軍長官、第33代アメリカ合衆国司法長官（* 1810年）
- 1891年 - ジム・ホイットニー、プロ野球選手（* 1857年）
- 1894年 - アウグスト・クント、物理学者（* 1839年）
- 1895年 - フランツ・フォン・スッペ、作曲家（* 1819年）
- 1897年 - カール・ミクリ、ピアニスト、指揮者、作曲家（* 1819年）
- 1911年 - ウィリアミーナ・フレミング、天文学者（* 1857年）
- 1920年 - エレナ・ホグマン・ポーター、小説家（* 1868年）
- 1923年 - ハンス・ゴールドシュミット（英語版）、化学者（* 1861年）
- 1925年 - 上野英三郎、農業土木学者、忠犬ハチ公の飼い主（* 1872年）
- 1928年 - 野口英世、医学者、細菌学者（* 1876年）
- 1929年 - 第5代ローズベリー伯爵アーチボルド・プリムローズ、政治家、イギリス首相（* 1847年）
- 1931年 - ゲオルク・バウムベルガー（ドイツ語版）、ジャーナリスト、作家、政治家（* 1855年）
- 1934年 - 片岡直温、実業家、政治家（* 1859年）
- 1935年 - ユーゴー・ド・フリース、植物学者、遺伝学者（* 1848年）
- 1935年 - ジェーン・アダムズ、女性活動家（* 1860年）
- 1938年 - シルバー・キング、プロ野球選手（* 1868年）
- 1939年 - ウィレム・アブラハム・ワイソフ、数学者（* 1865年）
- 1944年 - 川上善兵衛、果樹園芸家、岩の原葡萄園創業者（* 1868年）
- 1945年 - 清沢洌、ジャーナリスト（* 1890年）
- 1948年 - ジャック・フェデー、映画監督（* 1885年）
- 1949年 - クラウス・マン、小説家（* 1906年）
- 1952年 - 田中舘愛橘、地球物理学者（* 1856年）
- 1952年 - ジョン・ガーフィールド、俳優（* 1913年）
- 1961年 - 花井蘭子、女優（* 1918年）
- 1964年 - ジェイムス・フランク、物理学者（* 1882年）
- 1965年 - ジェフリー・デ・ハビランド（英語版）、航空技術者、デ・ハビランド・エアクラフト創業者（* 1882年）
- 1968年 - 諸井貫一、実業家、元秩父セメント（現太平洋セメント）社長、秩父鉄道会長、埼玉銀行（現埼玉りそな銀行）会長、日本煉瓦製造会社会長（* 1896年）
- 1972年 - 本島百合子、婦人運動家、政治家（* 1907年）
- 1973年 - 大辻伺郎、俳優（* 1935年）
- 1973年 - 松本清、企業家、政治家、マツモトキヨシ創業者（* 1909年）
- 1974年 - クロンベルガー・リリー、フィギュアスケート選手（* 1890年）
- 1977年 - 前田武男、実業家、第2代キヤノン社長（* 1909年）
- 1979年 - 高桑純夫、哲学者、思想家（* 1903年）
- 1979年 - ブルー・ミッチェル、ジャズトランぺット奏者（* 1930年）
- 1980年 - 稲垣浩、映画監督、脚本家、俳優（* 1905年）
- 1981年 - ペテル・シュミ（英語版）、体操選手（* 1895年）
- 1982年 - ホルガー・クラフォード、発明家（* 1908年）
- 1983年 - ケネス・クラーク、美術史家（* 1903年）
- 1985年 - ウィリー・メイワルド（英語版）、写真家（* 1907年）
- 1986年 - 藤原秀行、作曲家（* 1923年）
- 1987年 - アーチー・カー（英語版）、爬虫類学者、生態学者、自然保護論者（* 1909年）
- 1989年 - 原泉、女優（* 1905年）
- 1990年 - 藤山寛美、喜劇俳優（* 1929年）
- 1990年 - 多田幸雄、俳優（* 1936年）
- 1991年 - ラジーヴ・ガンディー、政治家、第9代インド首相（* 1944年）
- 1992年 - 川島武宜、法学者、弁護士、東京大学名誉教授（* 1909年）
- 1992年 - 中谷信夫、プロ野球選手（* 1920年）
- 1999年 - SACHIKO、R&B歌手（DOUBLE）（* 1973年）
- 2000年 - バーバラ・カートランド、小説家（* 1901年）
- 2000年 - エーリッヒ・ミールケ、東ドイツ国家保安相（* 1907年）
- 2000年 - マーク・R・ヒューズ、ハーバライフ創立者（* 1956年）
- 2001年 - 鈴木宏昌、作曲家、編曲家、ジャズピアニスト（* 1940年）
- 2002年 - 井上徳治、経営者、元鐘淵化学工業社長（* 1905年）
- 2002年 - ニキ・ド・サンファル、画家、彫刻家、映像作家（* 1930年）
- 2003年 - 倉本護[14]、英文学者、詩人（* 1935年または1936年）
- 2004年 - 加瀬俊一、外交官、初代国連大使（* 1903年）
- 2004年 - 相馬剛三、俳優（* 1930年）
- 2006年 - キャサリン・ダンハム（英語版）、ダンサー、振付師、人類学者、社会活動家（* 1909年）
- 2006年 - 寺村輝夫、児童文学作家（* 1928年）
- 2006年 - ビリー・ウォーカー（英語版）、ミュージシャン、ギタリスト（* 1929年）
- 2007年 - 野口二郎、プロ野球選手（* 1920年）
- 2007年 - ブルーノ・マッティ（英語版）、映画監督、脚本家、編集者（* 1931年）
- 2008年 - 梶木又三、政治家、元環境庁長官（* 1919年）
- 2008年 - ジークムント・ニッセル（英語版）、ヴァイオリニスト（* 1922年）
- 2008年 - 今泉敏郎、作曲家 （* 1951年）
- 2008年 - 須野田誠、実業家、元早稲田アカデミー社長（* 1953年）
- 2008年 - ミッシェル・メルドラム（英語版）、ギタリスト（* 1968年）
- 2009年 - ロベルト・ミュラー（ドイツ語版）、アイスホッケー選手（* 1980年）
- 2010年 - 小松茂美、古筆学者、美術史学者（* 1925年)
- 2010年 - サイード・アル=マスリー、元アルカーイダ幹部（* 1955年)
- 2011年 - 長門裕之、俳優（* 1934年）
- 2012年 - 大森昭、政治家、元日本社会党参議院議員（* 1927年）
- 2012年 - 森谷俊之[15]、プロレスラー（* 1960年）
- 2013年 - トレヴァー・ボルダー（英語版）、ミュージシャン、ソングライター、レコードプロデューサー（* 1950年）
- 2014年 - 遠藤六郎[16]、能楽師、能楽シテ方観世流（* 1926年）
- 2015年 - ルイス・ジョンソン、ミュージシャン、ベーシスト（* 1955年）
- 2016年 - 西村滋、小説家（* 1925年）
- 2016年 - ニック・メンザ、ドラマー（元メガデス）（* 1964年）
- 2016年 - 今坂勝広、競艇選手（* 1976年）
- 2017年 - 与謝野馨、政治家、第11代財務大臣、第74代内閣官房長官、第61代通商産業大臣、第120代文部大臣（* 1938年）
- 2018年 - グレン・スノッディー（英語版）、録音技師、ファズ発明家（* 1922年）
- 2018年 - 戸田修三、法学者、商法学者、中央大学元学長・名誉教授（* 1923年）
- 2018年 - クリント・ウォーカー、俳優（* 1927年）
- 2018年 - ペドロ・テノリオ、政治家、元北マリアナ諸島知事（* 1934年）
- 2018年 - アンナ・マリア・フェレーロ（イタリア語版）、女優（* 1935年）
- 2018年 - 栗城史多、登山家（* 1982年）
- 2019年 - ロスワヴ・シャイボ（英語版）、画家、写真家、カバーデザイナー（* 1933年）
- 2019年 - 山形和美、英文学者、筑波大学名誉教授（* 1934年）
- 2019年 - 北島政樹、医学者（医学博士）、外科医、国際医療福祉大学名誉学長（* 1941年）
- 2019年 - ラリー・キャロル（英語版）、画家（* 1954年）
- 2019年 - ジェイク・ブラック（英語版）、歌手（* 1960年）
- 2020年 - 村井俊雄[17]、経済学者、慶應義塾大学名誉教授（* 1923年）
- 2020年 - デイビッド・ポーソン（英語版）、福音派牧師、作家（* 1930年）
- 2020年 - オリバー・ウィリアムソン、経済学者、ノーベル経済学賞受賞者（* 1932年）
- 2020年 - 木村尚史[18]、反応・分離工学者、東京大学名誉教授（* 1934年）
- 2020年 - ニール・ハウレット（英語版）、バリトン歌手（* 1934年）
- 2020年 - 菊畑茂久馬、画家（* 1935年）
- 2021年 - タヒル・サラホフ（英語版）、画家、製図家（* 1928年）
- 2021年 - 松村末夫[19]、生化学者、神戸大学名誉教授（* 1946年または1947年）
- 2021年 - イブラヒム・アッタヒル（英語版）、軍人、ナイジェリア陸軍参謀長（* 1966年）
- 2021年 - 安田亘、元陸上競技選手、指導者（* 1947年）
- 2022年 - マリア・ルシマール・ペレイラ、スーパーセンテナリアン（* 1890年）
- 2022年 - コリン・キャントウェル（英語版）、コンセプトアーティスト（* 1932年）
- 2022年 - 今井良治[20]、実業家、元ジェコス社長（* 1931年または1932年）
- 2022年 - ゴーディ・ウィンドホーン、元プロ野球選手（* 1933年）
- 2022年 - 井上美代、政治家、女性運動家、元新日本婦人の会会長（* 1936年）
- 2022年 - ローズマリー・ラドフォード・リューサー（英語版）、カトリック神学者、フェミニスト（* 1936年）
- 2022年 - 澤孝子、浪曲師、元日本浪曲協会会長（* 1939年）
- 2022年 - ジリ・ジデク・シニア（英語版）、元バスケットボール選手、指導者、FIBA殿堂（* 1944年）
- 2022年 - 島袋秀幸、地方公務員、政治家、元沖縄県伊江村長（* 1952年）
- 2022年 - マルコ・コルネス（英語版）、元サッカー選手（* 1957年）
- 2022年 - ニコライ・ズーエフ、総合格闘家（* 1958年）
- 2023年 - ルー・パルター（英語版）、俳優（* 1928年）
- 2023年 - 深堀好敏、被爆者、元長崎平和推進協会写真資料調査部部会長（* 1929年）
- 2023年 - マーガレット・アーチャー、社会学者、ウォーリック大学教授（* 1943年）
- 2023年 - デビッド・プラント（英語版）、農家（* 1946年）
- 2023年 - クロード・ノエル（英語版）、プロボクサー、元WBAライト級・コモンウェルスライト級王者（* 1948年）
- 2023年 - レイ・スティーヴンソン、俳優（* 1964年）
- 2024年 - ルイ・ベルゴー（英語版）、元自転車ロードレーサー（* 1928年）
- 2024年 - ハンク・フォイルズ（英語版）、元プロ野球選手（* 1929年）
- 2024年 - 根本良一、政治家、元福島県矢祭町長（* 1937年）
- 2024年 - ウェルナー・ヒンク、ヴァイオリニスト（* 1943年）
- 2024年 - 練知軒（中国語版）、政治家、元福清市長、元全国人民代表大会代表（* 1945年）
- 2024年 - 寺嶋一彦[21]、システム制御工学者、ロボット工学者、元豊橋技術科学大学学長（* 1952年）
- 2024年 - ヤン・A・P・カチュマレク、作曲家（* 1953年）
- 2024年 - ジェームズ・セルフ（英語版）、政治家（* 1955年）
- 2024年 - YASS、シンガーソングライター、音楽プロデューサー（LORAN）（* 1965年）
- 2025年 - 臼井ます、日本の最高齢者（* 1910年）
- 2025年 - 柳瀬璋、テレビディレクター、実業家、毎日放送社長（* 1933年）
- 2025年 - 沢竜二、俳優（* 1935年）

## 記念日・年中行事

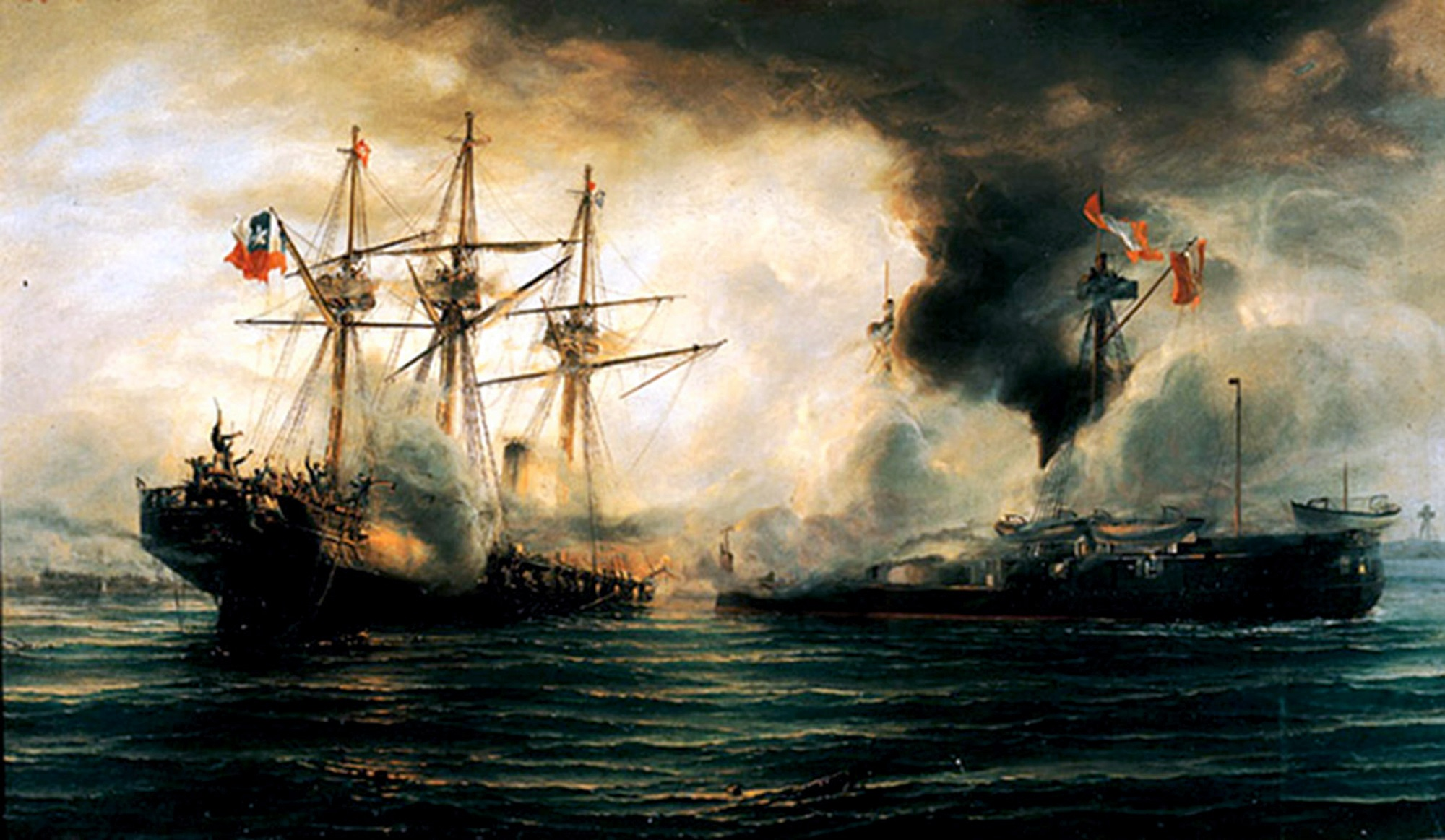
南米の太平洋戦争、イキケの海戦 (1879)。

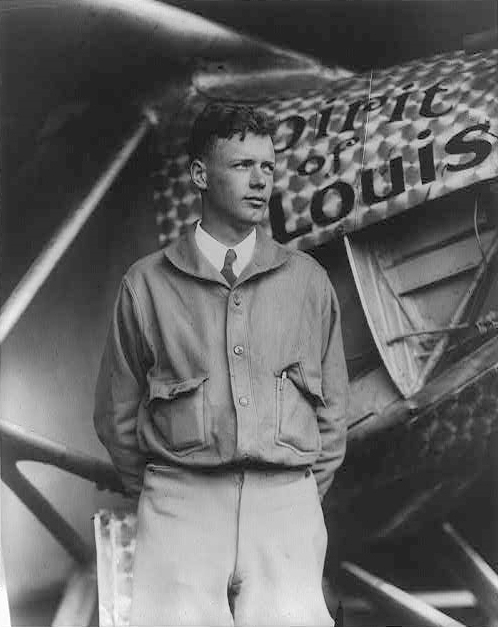
チャールズ・リンドバーグが大西洋単独無着陸飛行に成功(1932)

- 小満（ 日本）
二十四節気の1つ。太陽の黄経が60度の時で、万物が次第に成長して、一定の大きさに達して来るころ。日本では、2016年から2043年までの平年はこの日が小満となる。
- イキケ海戦記念日（チリ海軍記念日）（ チリ）
1879年、太平洋戦争においてチリがペルー・ボリビア連合と戦ったイキケの海戦を記念した祝日。コルベットのエスメラルダの奮闘と、機転を利かせて優勢な敵を倒した砲艦のコバドンガの勇戦を讃える。
- 対話と発展のための世界文化多様性デー
国際デーの一つ。2002年の国連総会で採択。
- リンドバーグ翼の日
1927年（昭和2年）のこの日、前日にニューヨークを出発したチャールズ・リンドバーグが大西洋単独無着陸横断飛行を達成してパリに到着したことを記念。
- 小学校開校の日（ 日本）
1869年（明治2年）5月21日（新暦6月30日）、京都市で日本初となる小学校「上京第二十七番組小学校」が開校したことに由来[22]。
- ニキビの日（ 日本）
塩野義製薬株式会社とガルデルマ株式会社が制定した記念日を継承するかたちで、製薬会社のマルホ株式会社が制定。「いつ（5）も、ニ（2）キビは、皮（1）膚科へ」と読む語呂合わせに由来[23]。
- JUN SKY WALKER(S)の日（ 日本）
1988年（昭和63年）のこの日、ロックバンドのJUN SKY WALKER(S)がアルバム『全部このままで』をリリースしメジャーデビューしたことから[24]。2019年3月30日に日本記念日協会に正式に記念日として認定された[25]。
- ボン・ジョヴィの日（ 日本）
アメリカのロックバンド「ボン・ジョヴィ」が2024年にデビュー40周年を迎えるのを記念しユニバーサルミュージック合同会社が制定。日付はファーストアルバム『夜明けのランナウェイ』の日本での発売日である1984年5月21日から[26]。